# جون فريدريك فريلينغايسن
جون فريدريك فريلينغايسن (بالإنجليزية: John Frederick Frelinghuysen)‏ هو محامي أمريكي، ولد في 21 مارس 1776 في ميلستون في الولايات المتحدة، وتوفي بنفس المكان في 10 أبريل 1833.